# Progomphus microcephalus
Progomphus microcephalus är en trollsländeart som beskrevs av Belle 1994. Progomphus microcephalus ingår i släktet Progomphus och familjen flodtrollsländor. Inga underarter finns listade i Catalogue of Life.